# Рон Гринвуд
Роналд Гринвуд (11. новембар 1921 − 9. фебруар 2006) био је енглески фудбалер и менаџер, најпознатији по томе што је био менаџер енглеске фудбалске репрезентације од 1977. до 1982. године, као и директор ФК Вест Хем јунајтеда 13 година, време током којег је клуб стекао већи део своје славе. Његова последња улога у фудбалу била је управљање енглеском фудбалском репрезентацијом.

## Ране године
Рон Гринвуд је рођен у Ланкаширу, али се преселио у Лондон 1931. током Велике кризе. Школовао се у гимназији округа Вембли. Служио је са мобилном радио јединицом Краљевско ратно ваздухопловство, пре свега у Северној Ирској, а касније и у Француској током Другог светског рата.

## Играчка каријера
Гринвуд је играо као центар, придруживши се ФК Челсију као аматер. Током Другог светског рата служио је у Краљевском ваздухопловству у Северној Ирској и гостовао за Белфаст Селтик. 1945. године напустио је Челси и отишао на Бредфорд Парк и у наредне четири сезоне уписао 59 наступа у лиги.
1949. године Гринвуд се преселио у клуб за који је навијао као дечак, Брентфорд, а његова накнада од 9.500 £ оборила је рекорд клуба у долазном трансферу. Остварио је 147 наступа и постигао један гол. После три године на Брентфорду, вратио се у Челси, где је играо 66 пута и освојио медаљу победника Прве дивизије 1954–55. под вођством Тед Дрејка. Тог лета се пребацио у ФК Фулам, где је уписао још 42 првенствена наступа пре него што се повукао на крају сезоне 1955–56. године. На крају играчке каријере 1956. године, Гринвуд је постао активни слободни зидар, али је дао оставку 1977. године.

## Тренерска каријера
Након одласка у пензију, Гринвуд се пребацио на тренерски посао. Тренирао је Истборн Јунајтед, Универзитет Оксфорд и омладинске екипе Енглеске. Комбиновао је радно место у Енглеској до 23. године као помоћник менаџера у Арсеналу под вођством Џорџ Свидина, преселивши се у Хајбури у децембру 1957. Тамо је остао до априла 1961. године, када га је председник Рег Прет изабрао да замени Теда Фентона за менаџера Вест Хем Јунајтеда.
Владавина Гринвуда у Вест Хему им је донела велики успех. Надгледао је развој играча као што је трио Боби Мур, Геоф Хурст и Мартин Петерс који је победио у Светском првенству у фудбалу 1966. године. Форма Вест Хем лиге под Гринвудом била је мање импресивна, обично је завршавала у доњој половини табеле Прве дивизије, иако су у 1972–73 долазили на 6. место. У својој последњој сезони, Вест Хем је завршио на 18. месту, на само бод од испадања.
Постао је генерални директор клуба у наредне три године, а за први тим постављен је Џон Лајал. У првој сезони овог аранжмана, Вест Хем је освојио још један ФА куп.
Након оставке тренера Енглеске Дон Ревија, Гринвуд је именован за менаџера за пуно радно време, окончавши своје 16-годишње удружење са Вест Хем Јунајтедом. Под Гринвудом, Енглеска се квалификовала за Европско првенство у фудбалу 1980. године, где је испала у групним фазама. Енглеска се такође пласирала на ФИФА-ин светски куп 1982. године под надзором Гринвуда, њихов први Светски куп у дванаест година. Енглеска је прошла турнир без пораза, али је испала у другој групној фази након 0-0 нерешених утакмица против Западне Немачке и Шпаније.
Гринвуд се повукао из фудбала након Светског првенства 1982. године, а посао националног тренера однео је Боби Робсон.

## Живот након фудбалске каријере
Након своје фудбалске каријере, Гринвуд је био редовни аналитичар на Би-Би-Си радију. Преминуо је 9. фебруара 2006. у 84. години након дуге борбе са Алцхајмеровом болешћу. Када је Вест Хем 13. фебруара 2006. играо против Бирмингем Ситија у Премијер лиги, у Гринвудовом сећању одржана је једоминутна тишина. Вест Хем је добио утакмицу 3-0. 
Градско веће Лоутона, где је Гринвуд живео за време управљања Вест Хемом, подигао је плаву плочу у знак сећања на једну од његових бивших кућа у граду. Добротворна организација Херитејџ Фаундејшн подигла је плаву плочу у знак сећања на Гринвуда у парку Аптон у Вест Хему, коју је његова породица открила 21. јануара 2007.
Гринвуд је примљен у Кућу славних енглеског фудбала 2006. године, као менаџер у енглеској игри.
Такође је члан Фудбалског савеза Енглеске. Иза њега је остала удовица Луси. Сахрањен је на градском гробљу у Садбјурију.

## Награде

### Играч
- Прва дивизија − Победници: 1954−55

### Менаџер
- Куп победника европског купа − Победници: 1965. године
- ФА куп − Победници 1964. године
- ФА Комјунити Шилд − Победници 1964. године